# Fort du Roulon

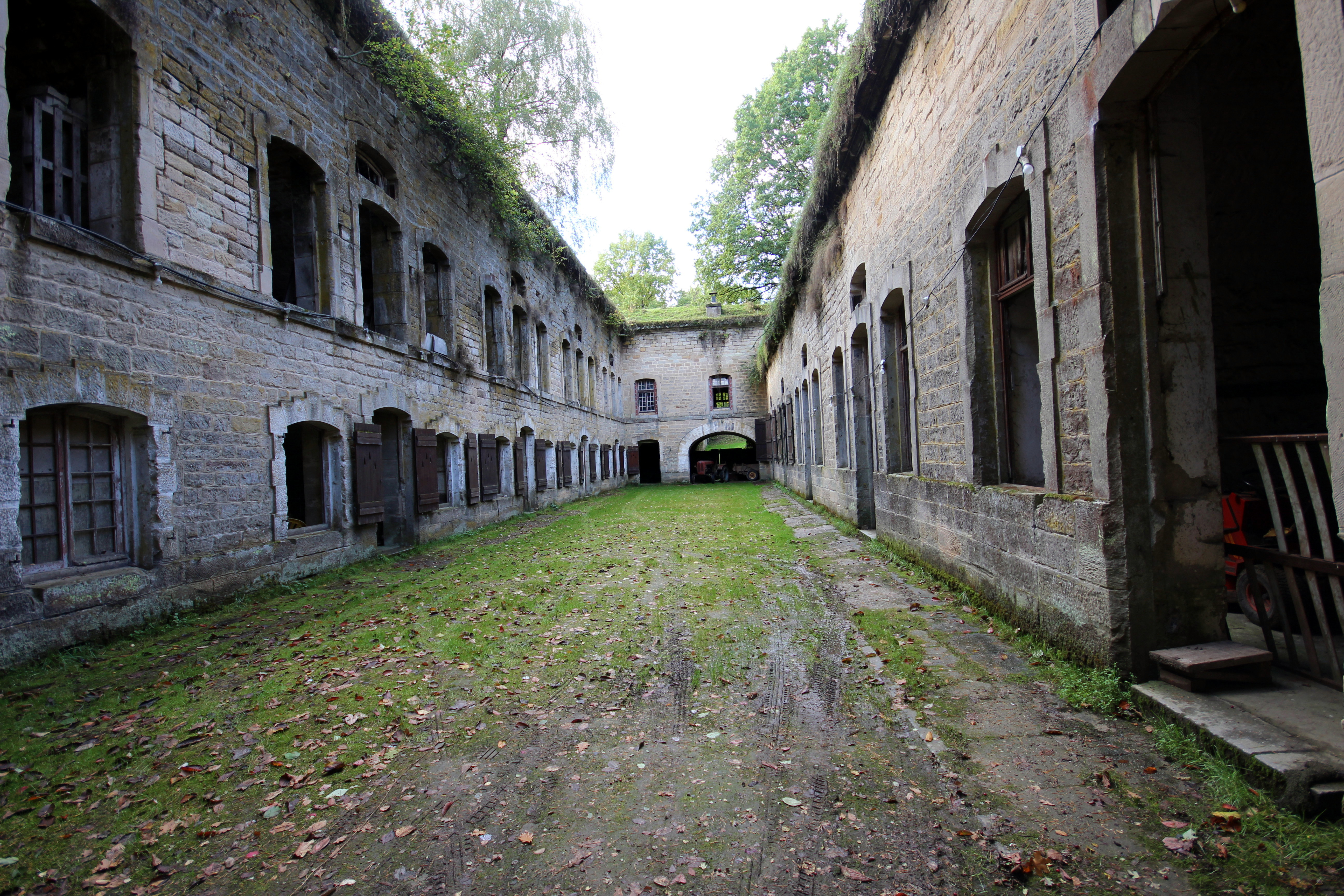
La cour du fort du Roulon.

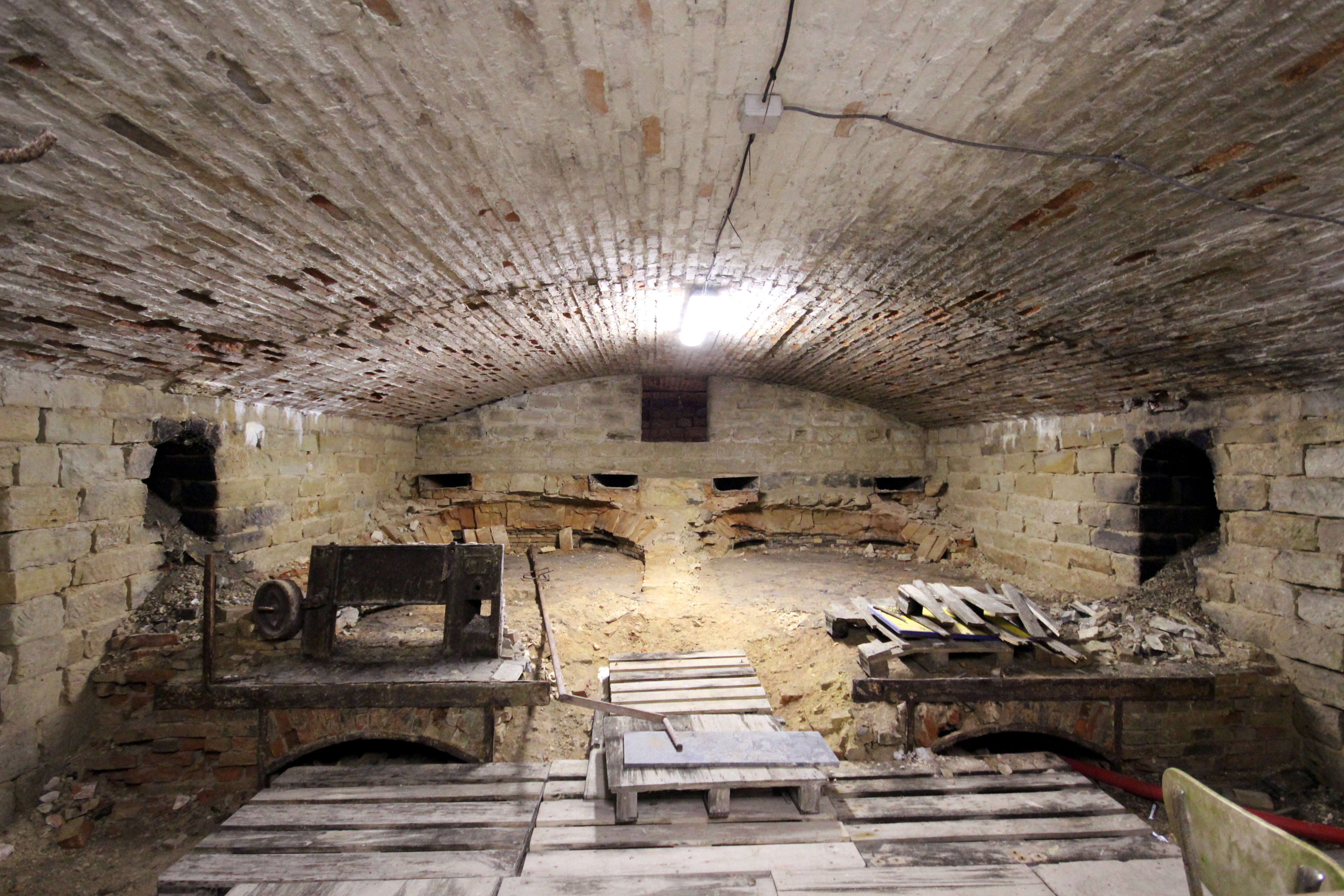
Les deux fours à pain de 150 rations chacun.

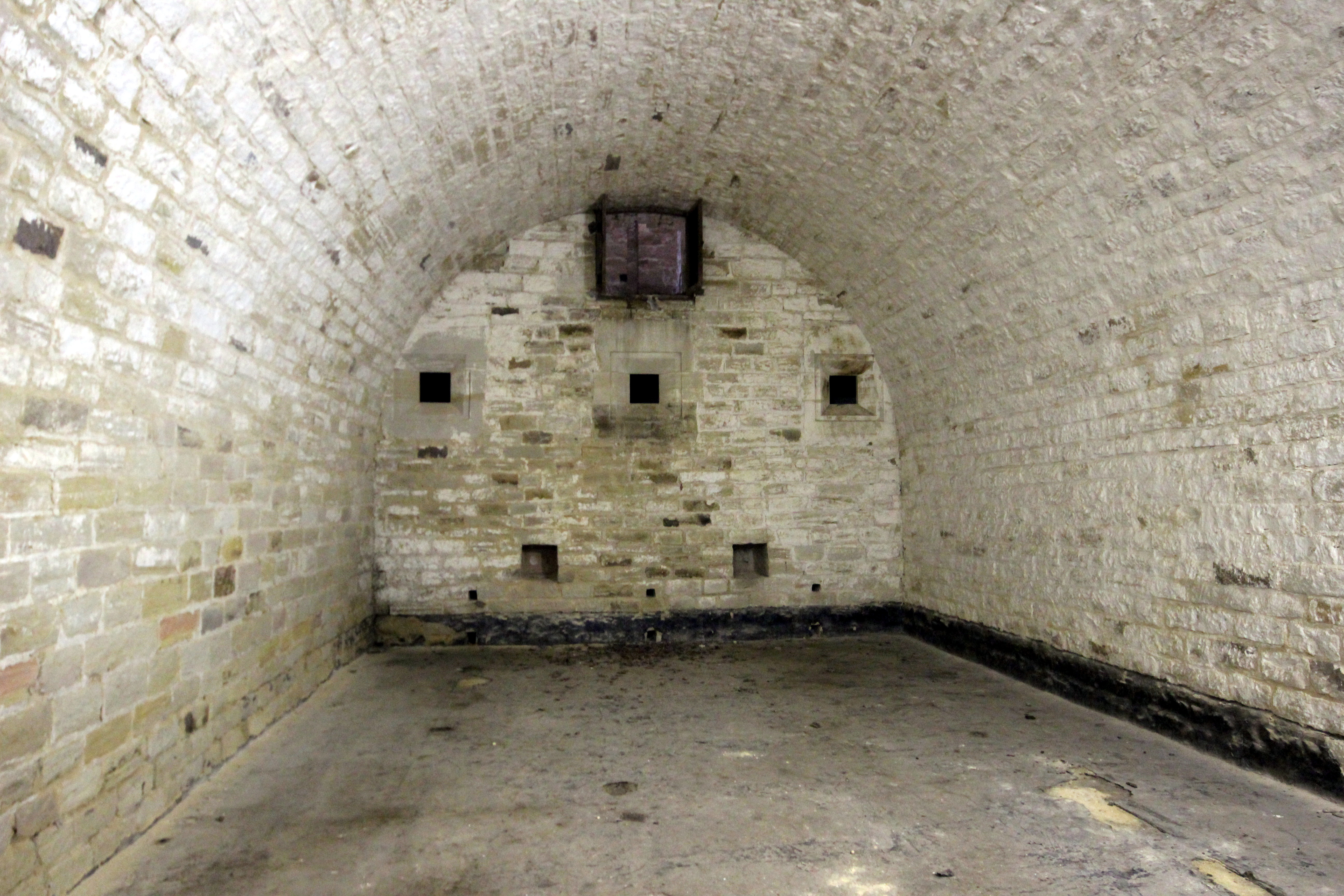
Le magasin à poudre de 60 tonnes de poudre noire.

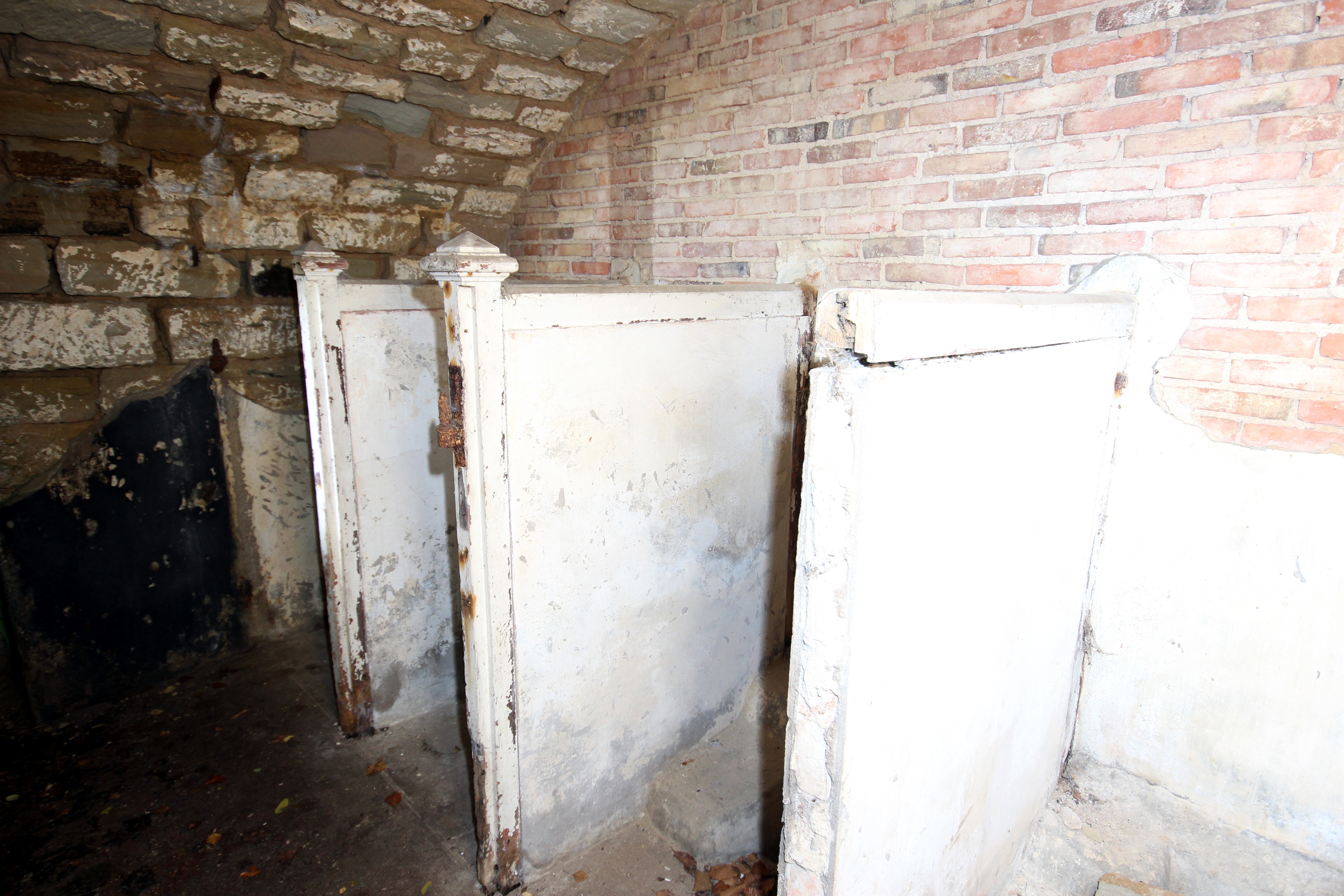
Les latrines du fort.

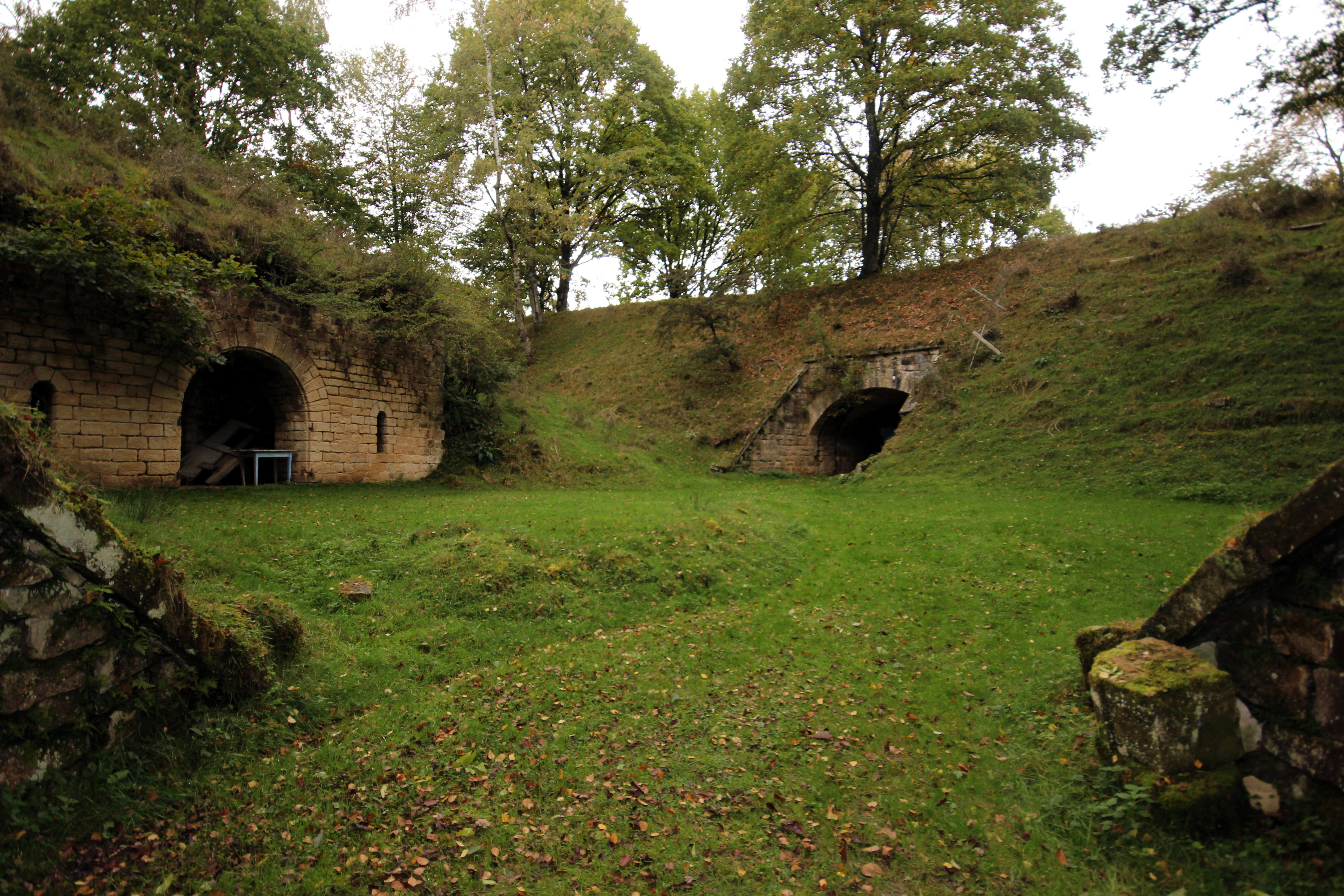
La rue du rempart.

Le fort du Roulon, appelé brièvement fort Championnet, est un ouvrage fortifié faisant partie de la place forte d'Épinal, situé au sud-est de la commune d'Uzemain, dans les Vosges.

## Historique
Le décret d'utilité publique date du 30 juin 1876.
Par le décret du 21 janvier 1887, le ministre de la Guerre Georges Boulanger renomme tous les forts, batteries et casernes avec les noms d'anciens chefs militaires. Pour le fort du Roulon, son « nom Boulanger » est en référence au général Jean-Étienne Championnet : le nouveau nom devait être gravé au fronton de l'entrée. Dès le 13 octobre 1887, le successeur de Boulanger au ministère, Théophile Ferron, abroge le décret. Le fort reprend officiellement son nom précédent, tout en gardant le nom Boulanger à son fronton.
Le fort Carré d'Antibes a lui aussi reçu le nom Boulanger de fort Championnet, du nom de Jean-Étienne Vachier de Championnet, né à Valence le 13 avril 1762 et décédé du typhus le 9 juin 1800 à Antibes. Le 26 juin 1794, il se distingue contre des forces très supérieures en nombre à la bataille de Fleurus. En 1798, il est nommé général commandant en chef de l'armée de Rome. Il repose au fort Carré d'Antibes.
Le fort fut construit de 1879 à 1881 (parfois indiqué comme terminé en 1883).

## Caractéristiques
C'est un fort Séré de Rivières de deuxième génération. Le fort fait partie de la ceinture fortifiée de la place fortifiée d'Épinal, au sud-est. Il contrôle la route de Bains-les-Bains (actuelle D51) qui contourne le fort par un arc de cercle. Le fort est à 445 mètres d'altitude, dominant la route qui arrive au sud à 425 m. La garnison prévue était de 392 hommes et 22 pièces, dont dix de rempart, quatre mortiers et huit de flanquement.
Il a la forme un parallélépipède rectangle aux fossés avec escarpe et contrescarpe revêtues et défendues par deux ailerons, saillants I et III, et une caponnière double, saillant IV ; le fort du Roulon, en dépit d'un agencement classique, se révèle tout à fait d'intérêt par ses nombreuses singularités. Précédée d'un corps de garde de contrescarpe, l'entrée, très soignée et avec porche en plein cintre, s'ouvre assez près du saillant I. Elle est reportée légèrement en retrait de la ligne d'escarpe de façon que la pile du pont dormant ne gêne pas les tirs de l’aileron de ce saillant. Le tunnel d'entrée franchi, on débouche dans une première cour en face d'un passage enraciné comprenant plusieurs magasins et marquant l'extrémité gauche de la rue du rempart. L'actuel propriétaire a parfaitement réussi l'intégration de sa maison par-dessus les voûtes mises à nu de ces magasins. On pourrait être tenté d'écrire qu'il s'agit d'un modèle du genre et à coup sûr un exemple à suivre.
La rue du rempart se poursuit en arc de cercle alternant quatre traverses-abris simples trois enracinées, jusqu’à parvenir à une autre ligne de locaux (logements des sous-officiers, cuisine et latrines) qu'elle rejoint en un ultime passage enraciné, à proximité du saillant IV. Entre ces deux lignes de locaux, situées sur une même droite, deux tunnels à la voûte en anse de panier encadrent la cour du casernement. Ce casernement est le seul de la place d’Épinal à avoir deux niveaux. La cour, en puits de lumière, montre ainsi cinq travées sur deux niveaux tournant le dos au front de tête, faisant face à autant de travées sur un seul niveau. Les citernes sont enclavées, l'une dans l'angle formé par la gauche du casernement et la ligne de magasins (creusée dans le sol avec une très belle double porte placée à 45°) et l'autre à droite du passage couvert venant de l'entrée et venant à la cour de la caserne (construite en élévation et accès avec échelons et porte en place). Dans certains magasins et chambrées subsistent des réservoirs métalliques que, de prime abord, on peut prendre pour des éléments de calorifères. En fait il s'agit bel et bien de réservoirs d'eau qui, mettant à profit la chaleur évacuée avec les fumées d'un poêle, permettaient à la garnison d'avoir de l'eau chaude à défaut d'être bouillante. Jamais rencontré ce dispositif ailleurs (peut-être parce que mis à la ferraille ?). Les berceaux des travées des chambrées ne sont pas soulignés en façade par un arc de maçonnerie. Les officiers semblaient loger au-dessus des tunnels d'accès à la cour. Les deux fours à pain de 150 rations chacun côte à côte. Ceux-ci ont malheureusement été démontés en juin 2003. C'est vrai que leur état n'était pas optimal, et les occupants des lieux avaient besoin de place. Tout contre l'arrière du casernement à l'épicentre du fort, le magasin à poudre de 60 tonnes de poudre noire montre une voûte en plein cintre et trois créneaux à lampe alignés sur un même plan. Plusieurs huisseries avec leur fin grillage pare-flamme demeurent en place. Le sas d'entrée, lui, montre un superbe et énorme puits à lumière en forme de fer à cheval. Les latrines près des logements des sous-officiers ont conservé leurs cloisons de séparation, chacune d'elles est précédée d'un pilier de bois, travaillé, avec ancrage de la fermeture du loquet d'une porte aujourd'hui disparue. La cuisine, assez proche, a quant à elle conservé sa hotte.
À la gauche du casernement, on trouve le poste optique. Ce dernier, casematé, n'a qu'un seul créneau dont le conduit se termine par un caisson de bois. Il était braqué sur le fort du Bambois. Son local et la galerie sont d'ailleurs doublés d'une sortie d'infanterie. Les caponnières sont dans un bel état de conservation. Plusieurs volets obturateurs de créneaux y demeurent. L'aileron du saillant I possède, dans sa galerie flanquante d'escarpe, une poterne à laquelle on accède par une échelle en deux tronçons. Le tronçon supérieur demeurait fixe tandis que l'inférieur, qui permettait d'atteindre le fond du fossé au-devant des embrasures, pouvait être replié sur le supérieur. Échelles et poulies sont en place. Aussi la présence des carreaux de faïence dans le créneau de projecteur de cet aileron. Celui du saillant III montre une place-forme pour canon de 12 culasse légèrement plus bas que le sol, et quant à la caponnière double qu'à un gel prononcé de pouvoir y circuler. Ces trois caponnières possèdent leurs supports de pied de mitrailleuses dont les mieux conservés sont, pour rappel, au fort de Bois l'Abbé.

Au 30 avril 1908, l'armement prévu au fort était composé  de 10 canons de 90 mm et 4 mortier de 27 cm plus l'armement des caponnières. Un projet de la même année proposait une tourelle de 155 R sur le front II-III et une tourelle de mitrailleuses aux saillants II & III. Il fut aussi question, pour l'échéance 1922, d"effectuer une refonte complète du fort et de lui adjoindre deux tourelles de 155, une de 75, deux de mitrailleuses et deux casemates de Bourges ainsi qu'une usine électrique ! Sur une aussi faible surface ceci aurait représenté un concentré de cibles du genre de Vacherauville.... La guerre et les crédits disponibles étouffèrent le projet dans l’œuf.
Un fossé de forme presque rectangulaire entoure le fort, avec une caponnière double et deux simples. Au centre se trouve le casernement à deux étages (c'est le seul de la place forte d'Épinal), entouré des neuf traverses-abris, avec les plates-formes de tir entre elles. L'ensemble a été construit en maçonnerie, le tout recouvert d'une couche de terre. Les projets de modernisation n'eurent pas le temps d'être appliqués.
Outre le propriétaire qui y demeure, le fort abrite une association musico-théâtrale qui s'y produit en spectacle dans le cadre de manifestations intitulées "fortt'stival".

## État actuel
Le terrain est la propriété d'un particulier, qui a construit sa maison par-dessus la caserne.

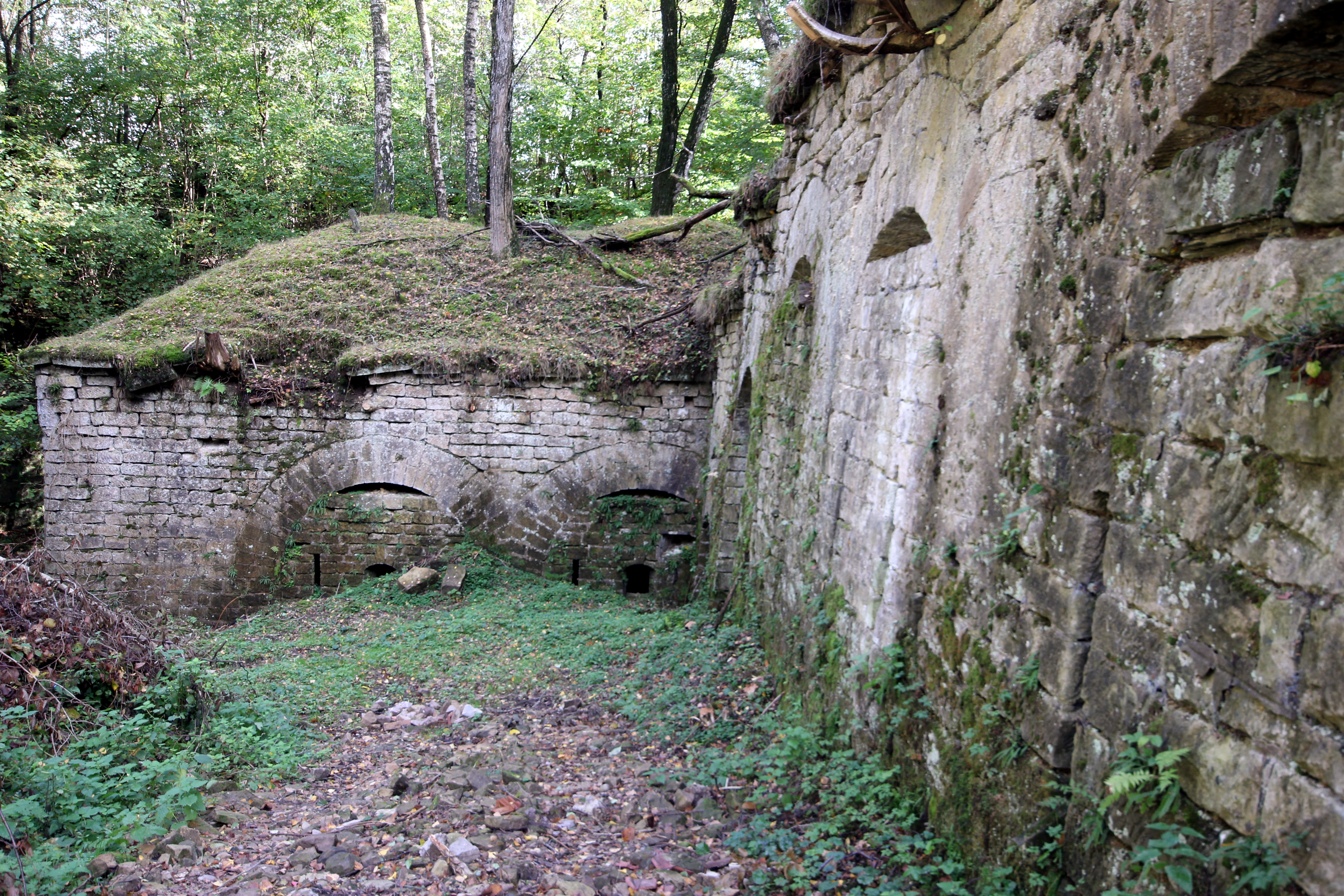
La caponnière simple de la gorge du fort.
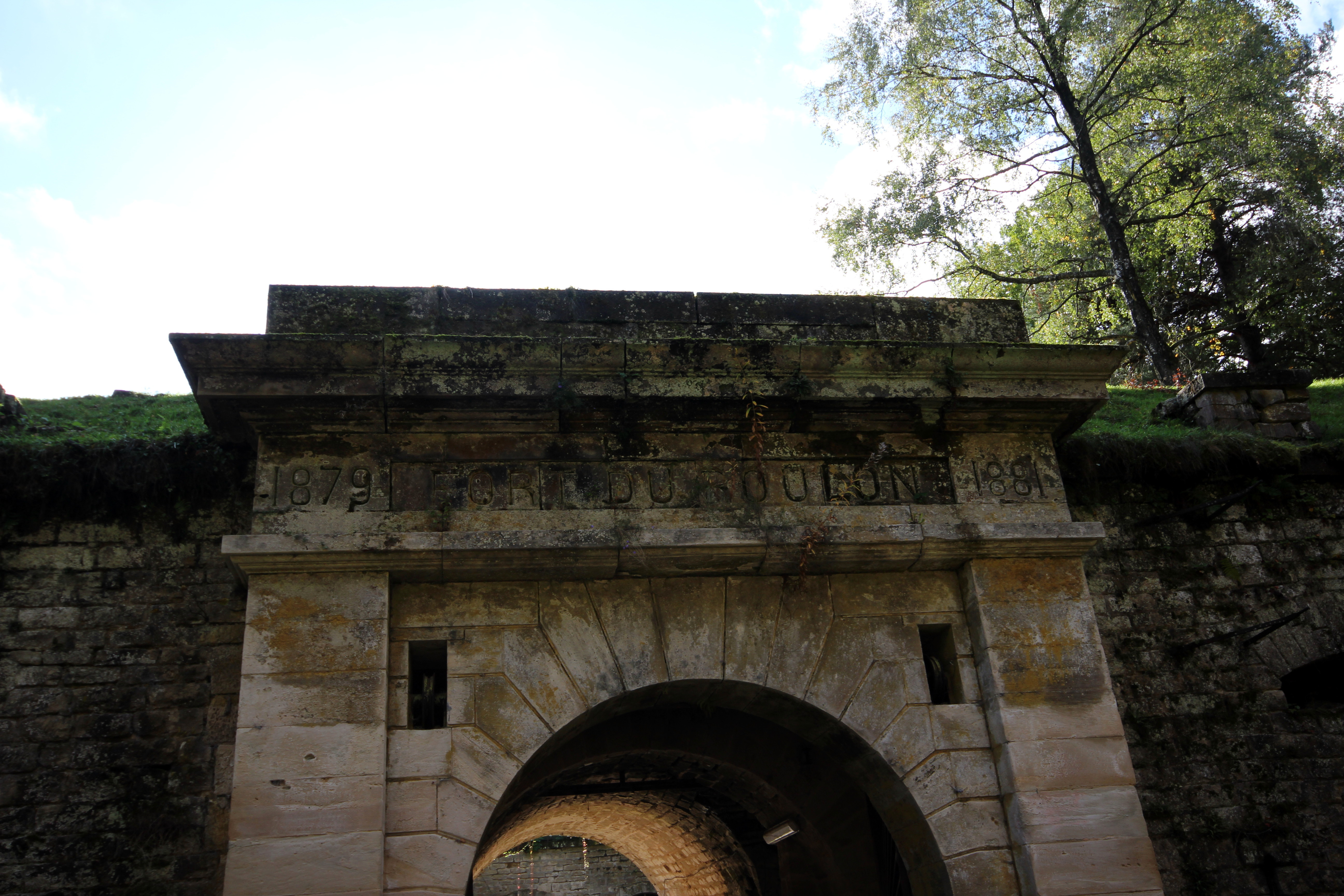
Détail du cartouche au-dessus de l'entrée.
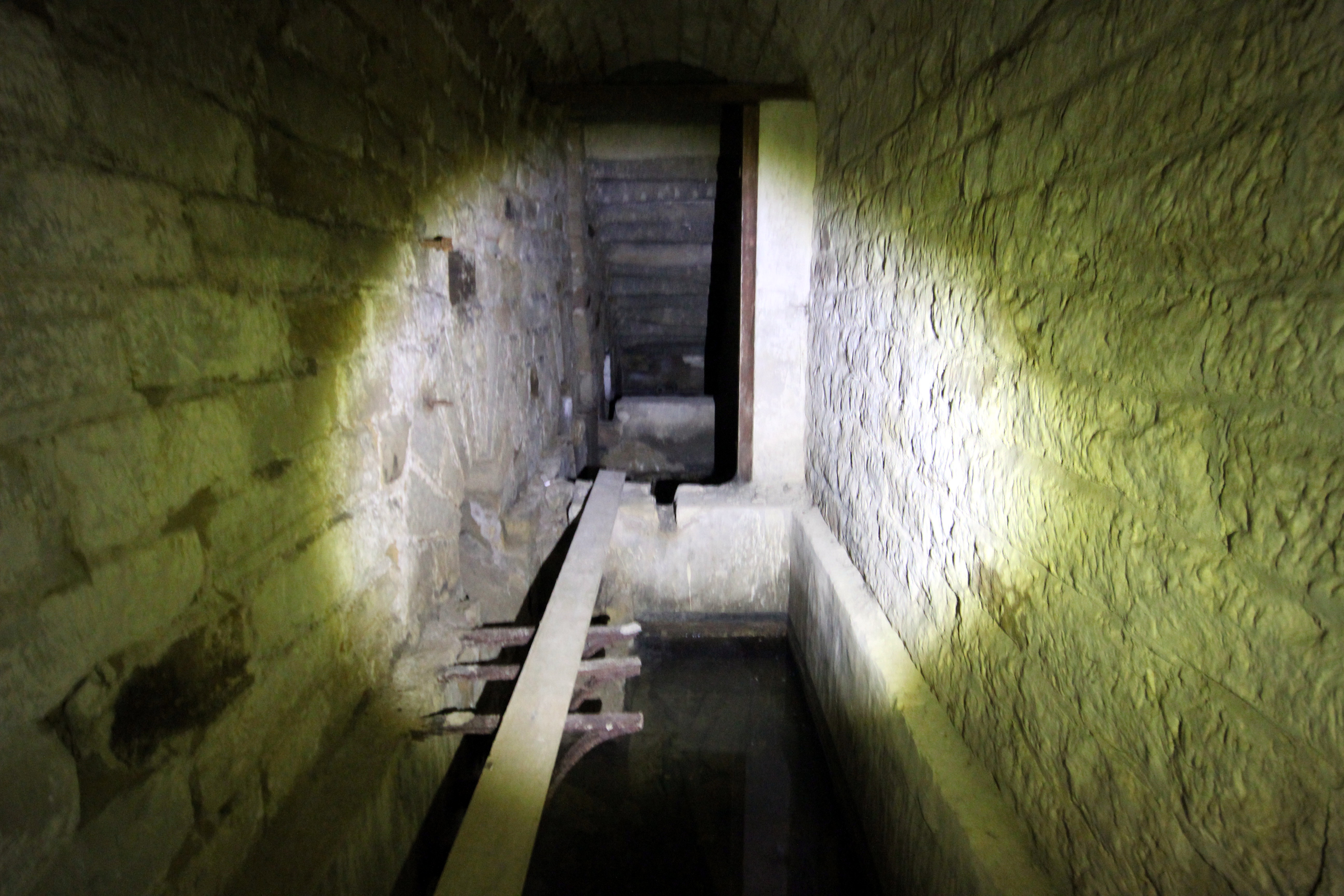
Le système de filtration de la citerne.
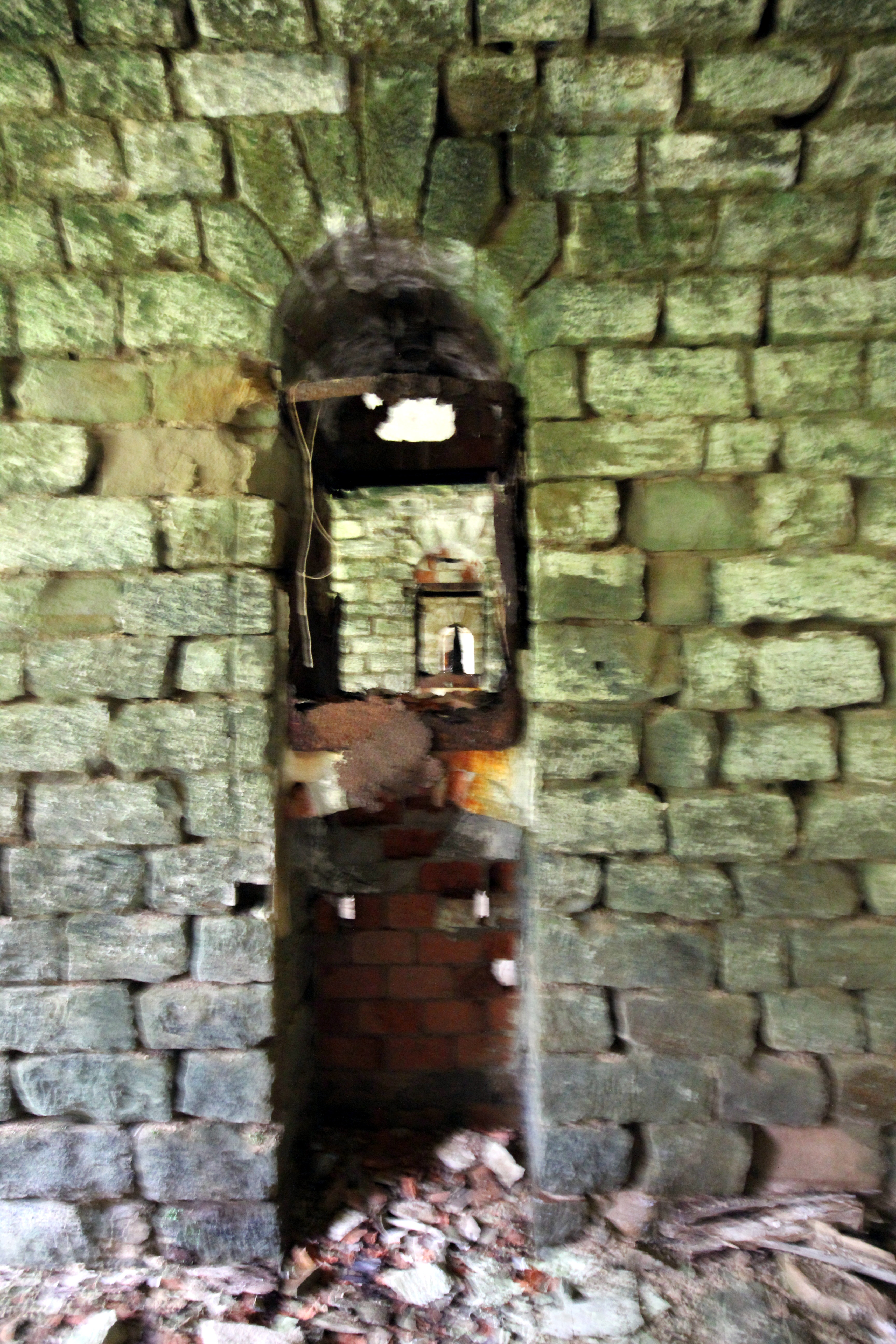
Les restes d’une citerne dans le casernement des officiers.
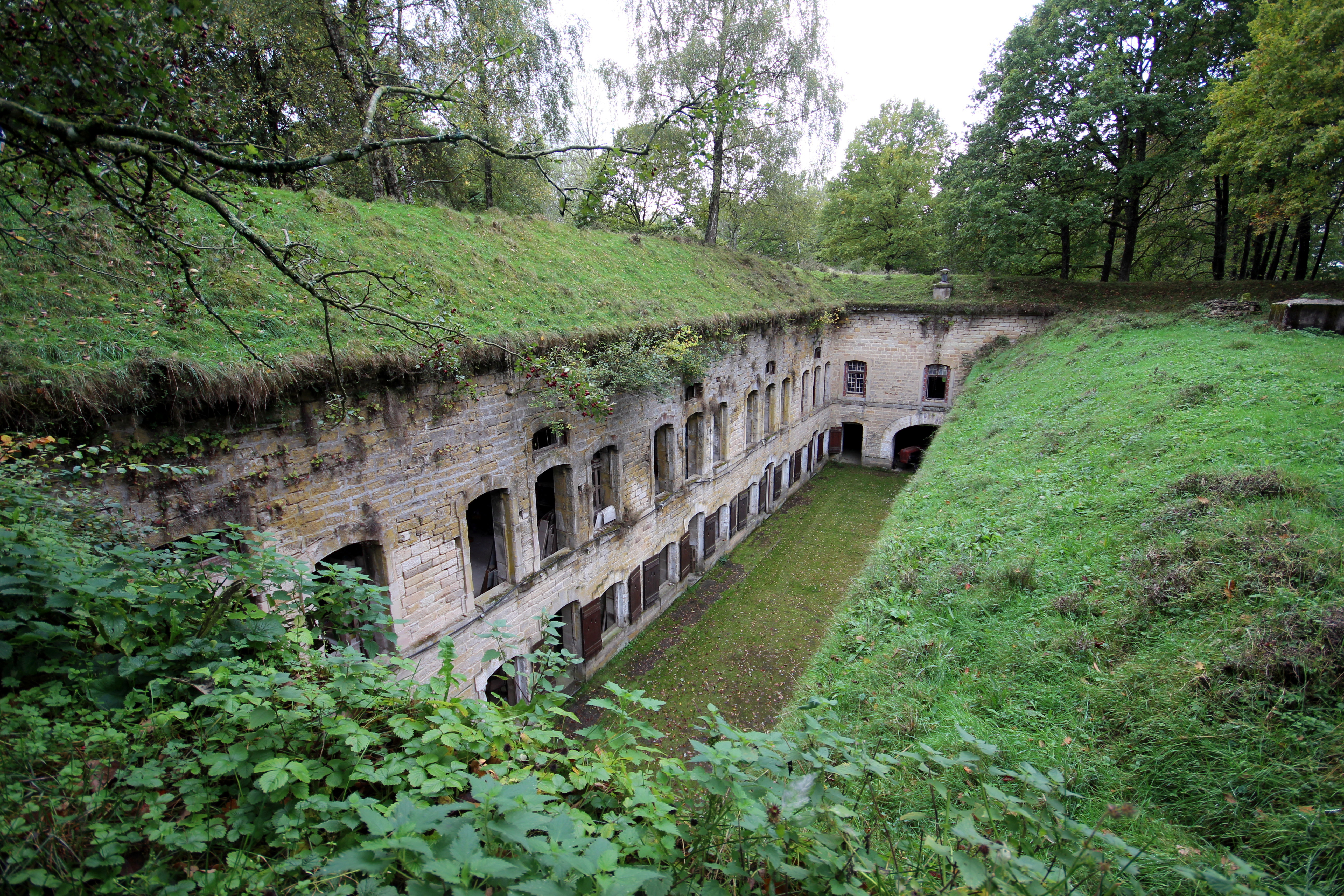
La cour vue des dessus du fort.
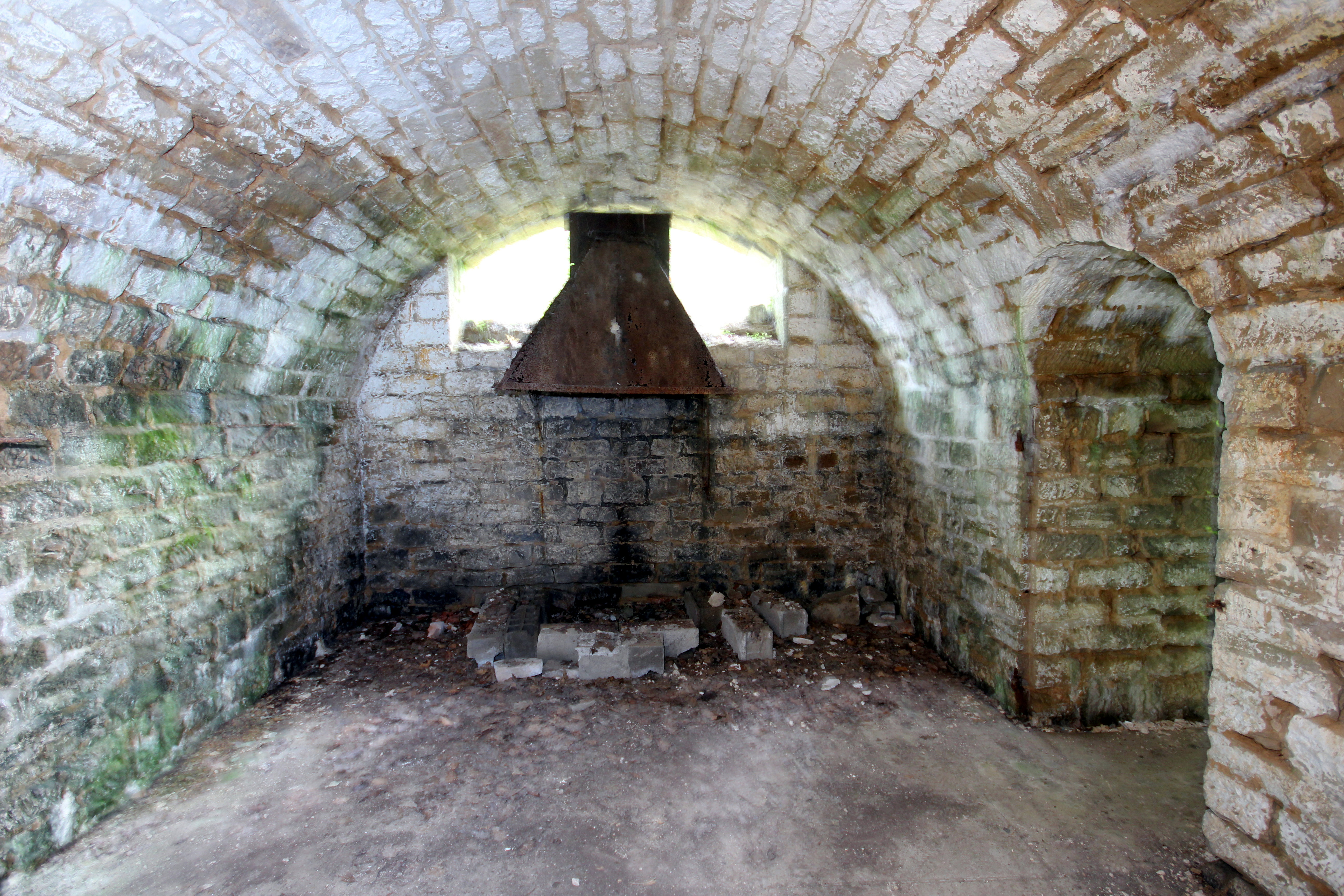
La forge au bout du casernement des officiers.
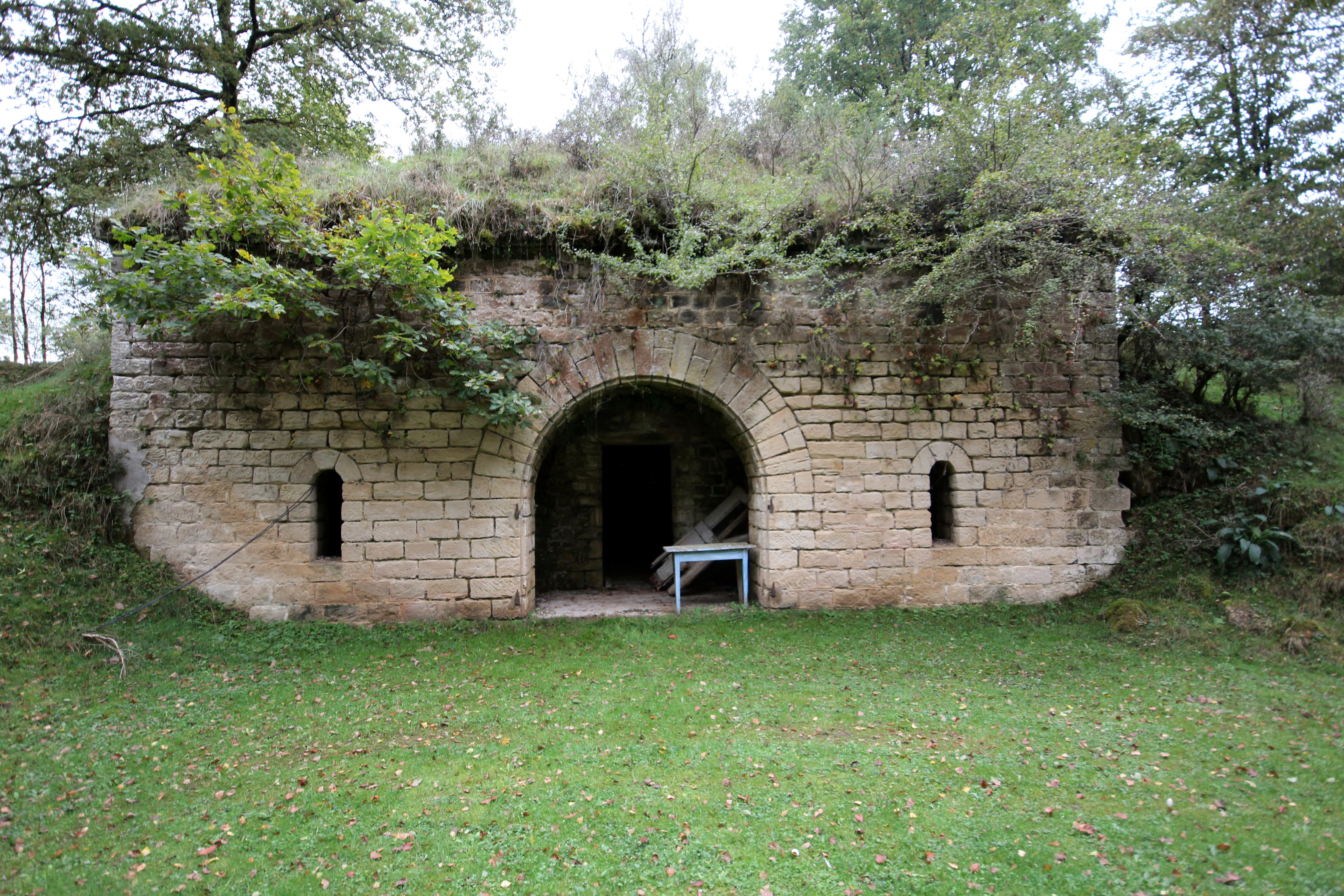
Détail d’une traverse abri.
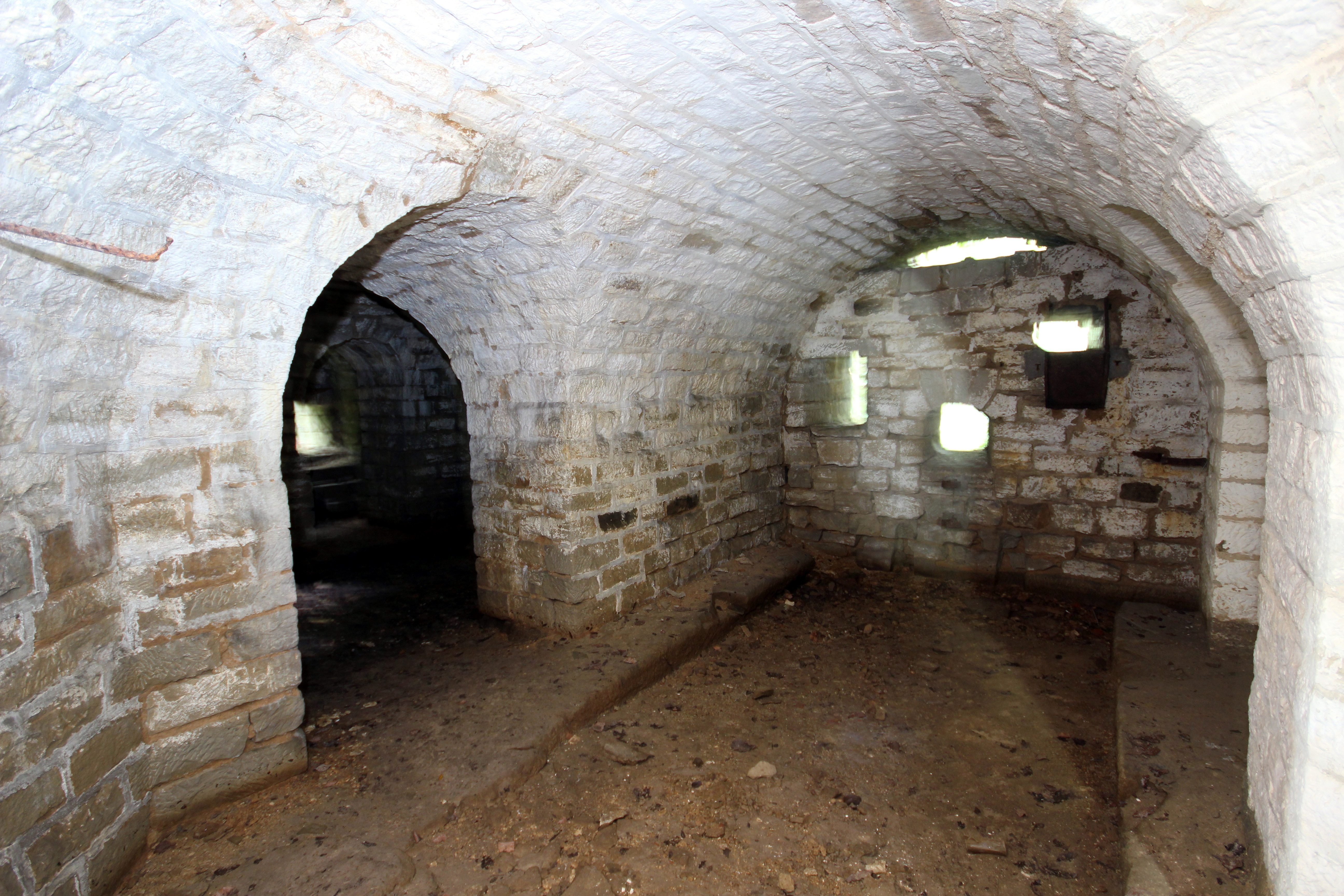
La caponnière simple du saillant 3.